# Chiesa di San Pier Forelli

L'esterno della chiesa

La chiesa di San Pier Forelli, chiamata anche di San Pierino si trova in via Santa Caterina a Prato.

## Storia e descrizione
Il nome Forelli e quello della vicina Porta Fuia (nelle mura del XII secolo) derivano probabilmente da fuio e furello (ladro, ladroncello), a indicare una zona evidentemente malfamata; qui sorse intorno alla metà del XII secolo una chiesa, che venne ricostruita dai fondamenti nel 1845-1858, su progetto del pistoiese Torello Niccolai e di Angelo Pacchiani di Prato.
All'esterno la chiesa presenta linee sobrie, con pareti intonacate e cornici in pietra serena di modesto aggetto.
Il luminoso, unitario interno di mature forme neoclassiche ha raffinate scagliole a finto marmo nelle robuste colonne che ornano l'abside (coronata da cupoletta emisferica con lanterna) e nelle lesene della navata; la volta a botte ha un ornato a cassettoni in stucco bianco.
Vi si conservano tele e affreschi ottocenteschi (Antonio Marini e P. Pezzati), una bella pala neorinascimentale con la Madonna e santi di Alessandro Franchi (1871) e una seicentesca Liberazione di San Pietro di Giovan Pietro Naldini.
In un altare è collocato un venerato Crocifisso ligneo utilizzato dal predicatore San Leonardo da Porto Maurizio (1676-1751), che soggiornò per alcuni periodi nel convento del Palco.

## Altre immagini

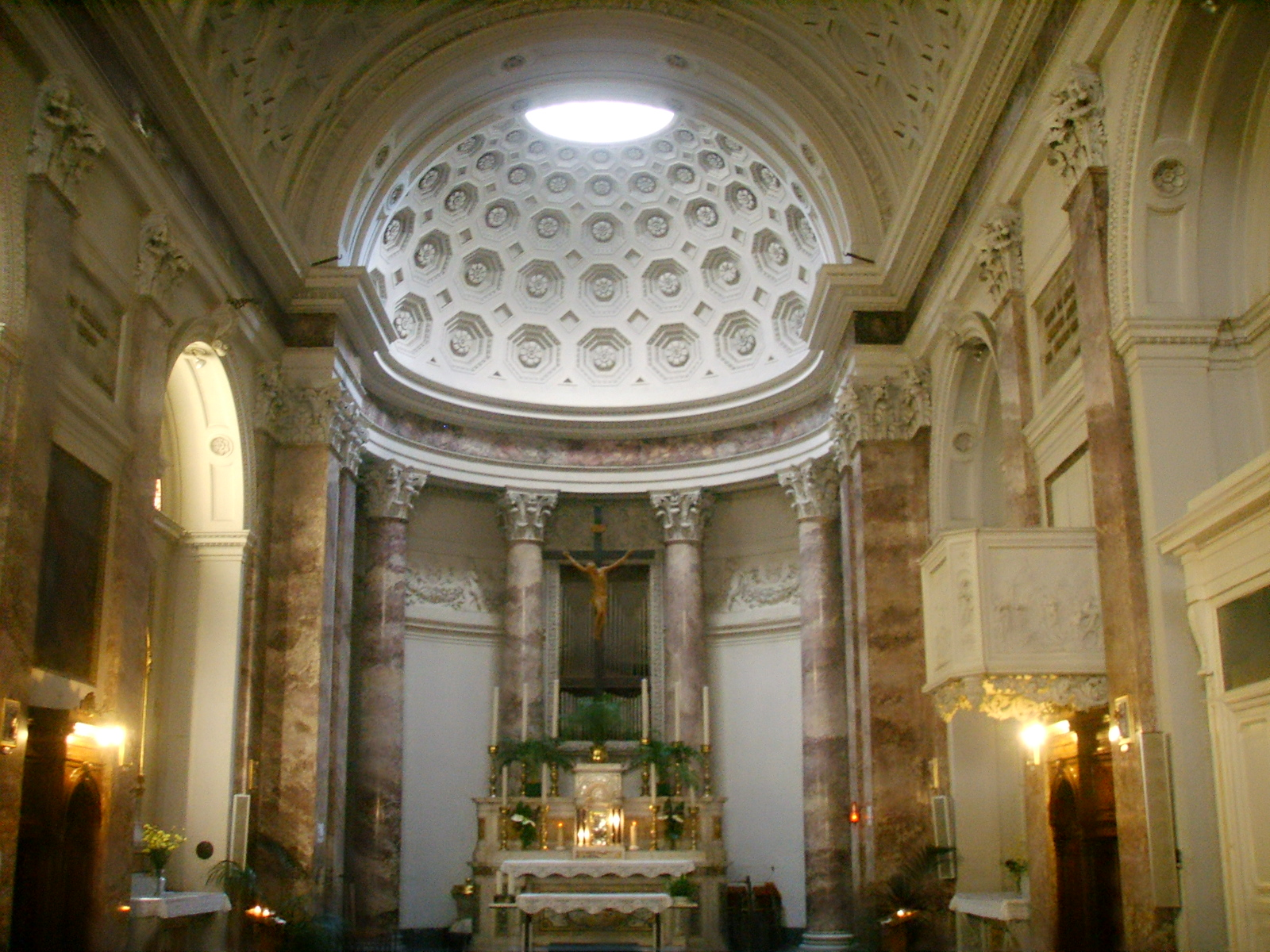
L'interno
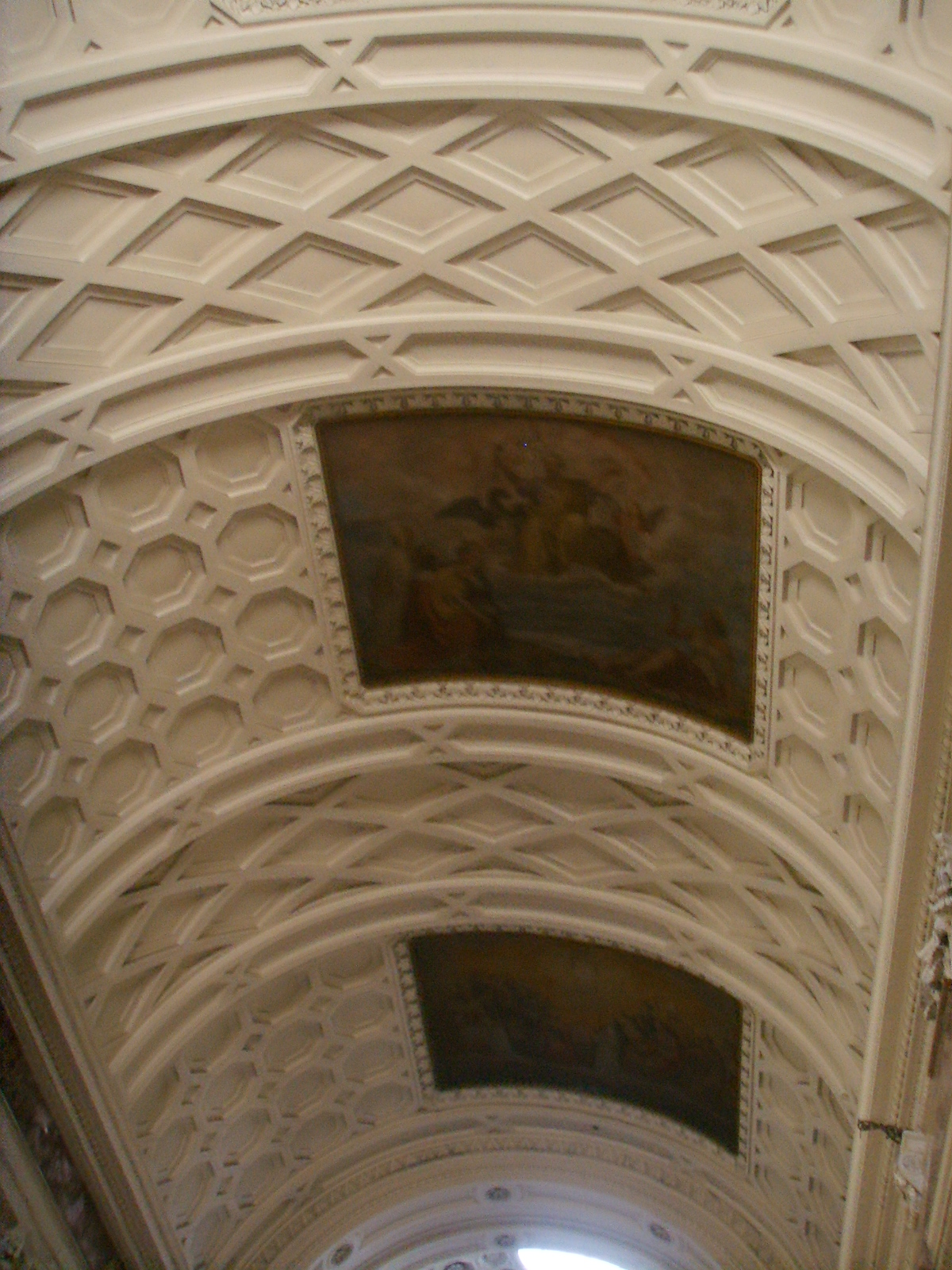
Il soffitto a botte
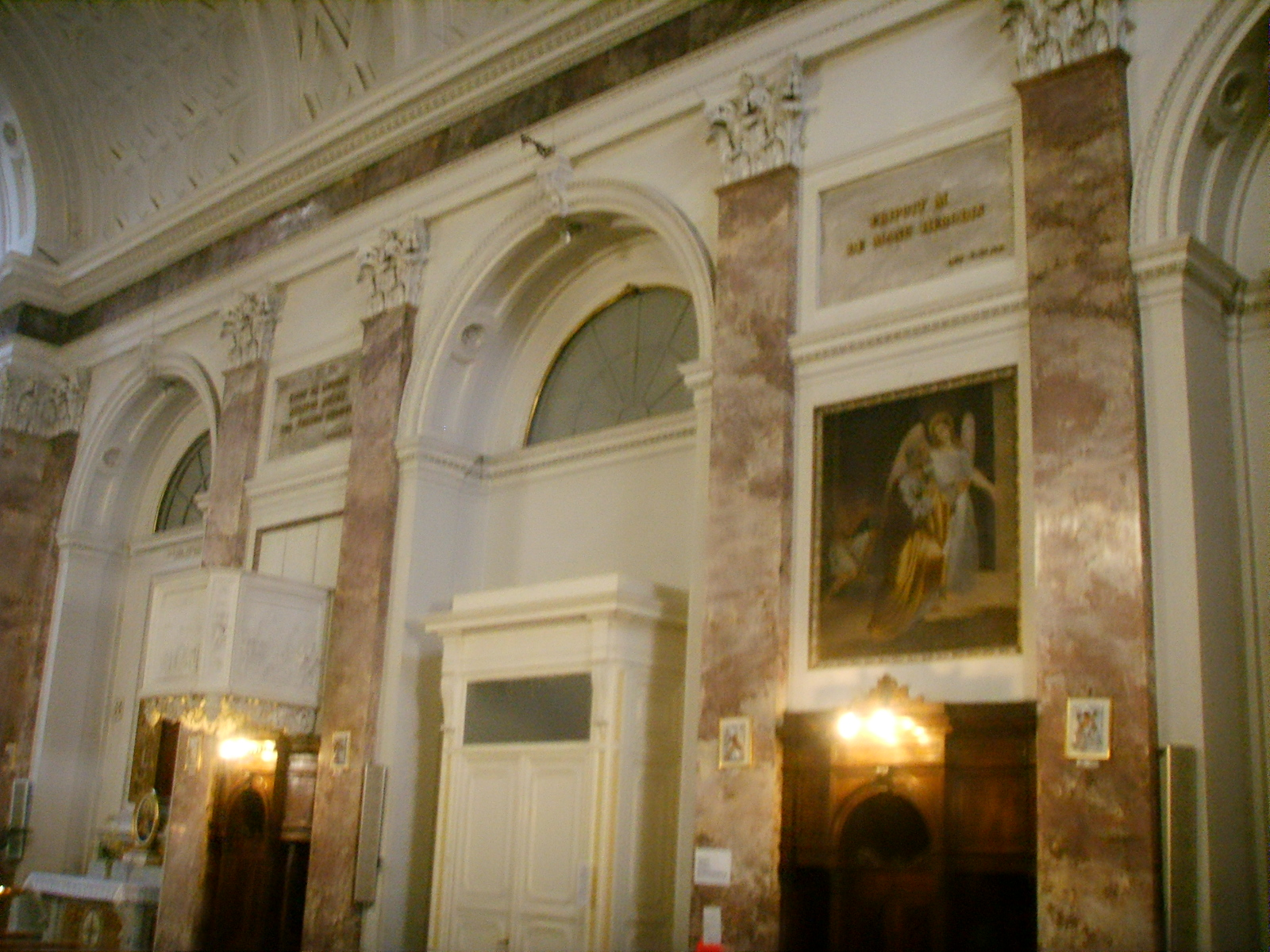
Il fianco destro
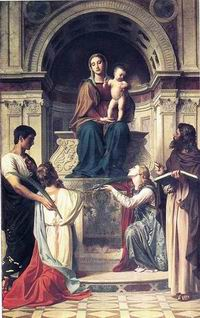
Pala di Alessandro Franchi